# Split Competition Vol. 1
Split Competition Vol. 1 è una sorta di compilation che include brani esclusivamente del gruppo italiano ska core e punk rock Shandon e del gruppo tedesco Headlong, pubblicato nel 2002 dalla Ammonia Records e dalla Wolverine Records.

## Tracce
1. Shandon – Revenge – 3:07
2. Shandon – KRW – 2:55
3. Shandon – The Mild Bunch – 2:53
4. Shandon – Grow Up – 2:09
5. Shandon – Seven – 2:44
6. Headlong – New Horizon – 2:46
7. Headlong – What's Up??? – 2:43
8. Headlong – Free To Be – 2:55
9. Headlong – Sugar – 2:54
10. Headlong – Any Place – 3:23

## Formazioni

### Shandon
- Olly - voce e chitarra
- Andrea - basso e voce
- Marco - chitarra e voce
- Max - trombone
- Pedro - tromba
- Walter - batteria

### Headlong
- Dale - voce
- Markus - chitarra e voce
- Thorsten - basso
- Frank - batteria